# Camilla Salomonsson Hellman
Camilla Salomonsson Hellman, född den 18 oktober 1990, är en svensk crossfitutövare, utövare av funktionell fitness samt TV-profil.
Camilla Salomonsson Hellman var under flera år i slutet av 2010-talet rankad som dametta i crossfit. I funktionell fitness har hon tagit VM-guld 2017 och tog VM-brons år 2023. Hon medverkade i TV4-programmet Elitstyrkans hemligheter år 2024 där hon gick hela vägen och kammade hem vinsten.